# Emléktáblák Hatvanban
Hatvan szócikkhez kapcsolódó képgaléria, mely helyi, országos vagy nemzetközi hírű személyekkel, valamint épületekkel, műtárgyakkal, helynevekkel és eseményekkel összefüggő emléktáblákat tartalmaz.

## Galéria

### Emléktáblák

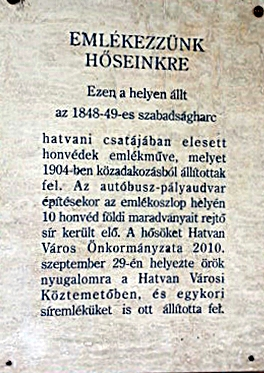
1848/49 hősei Boldogi út
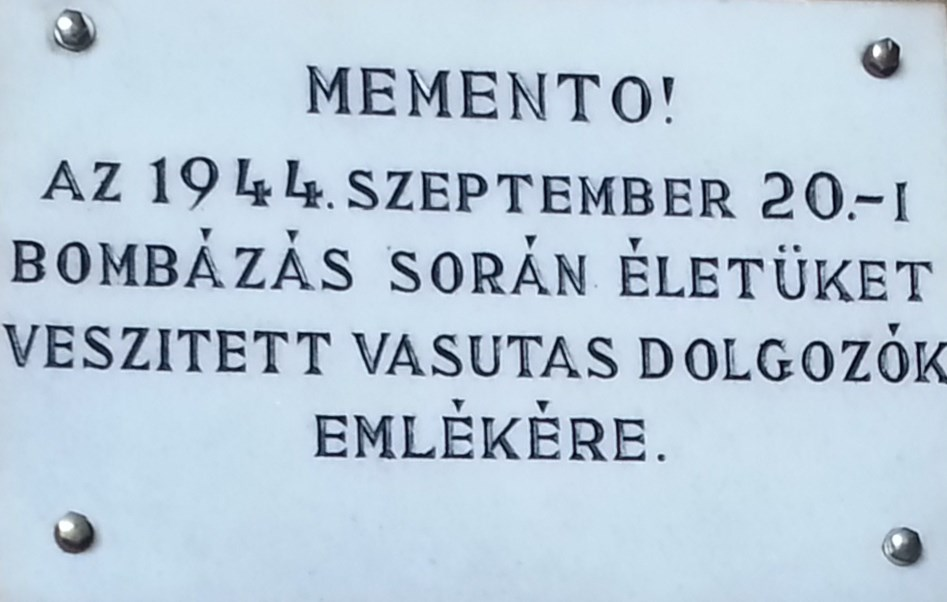
Bombázás vasúti áldozatai Boldogi út 2.
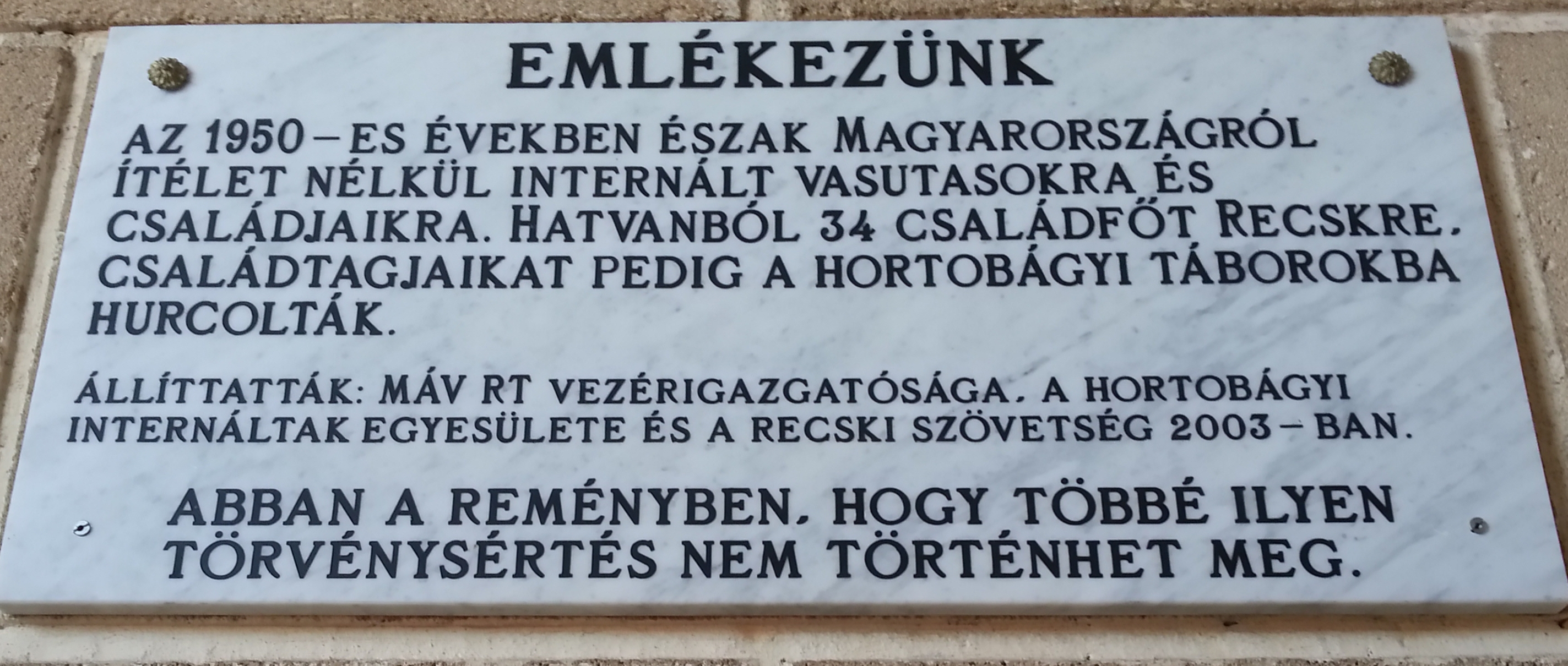
Internált vasutas családok Boldogi út 2.
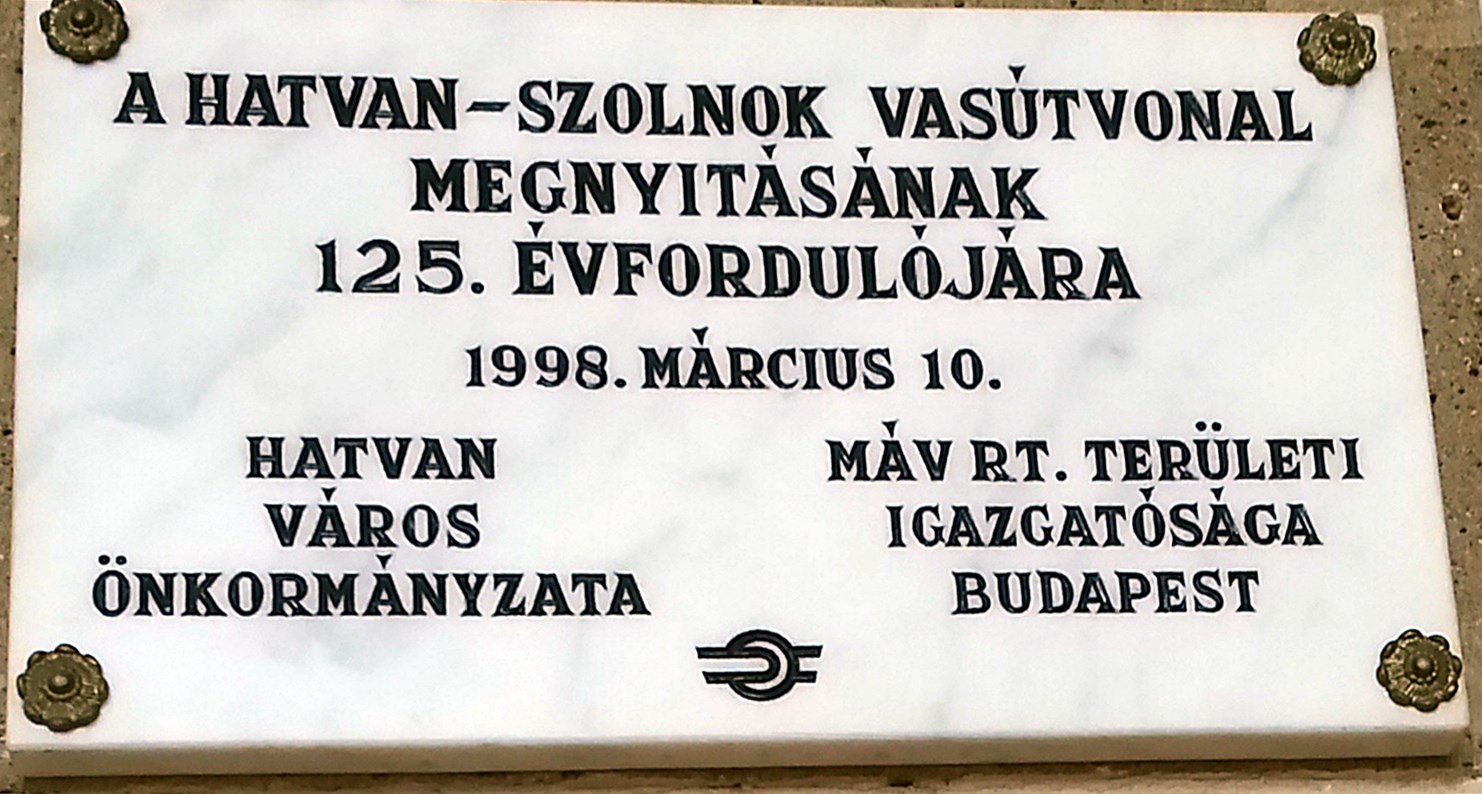
Hatvan - Szolnok, vasútvonal megnyitása Boldogi út 2.
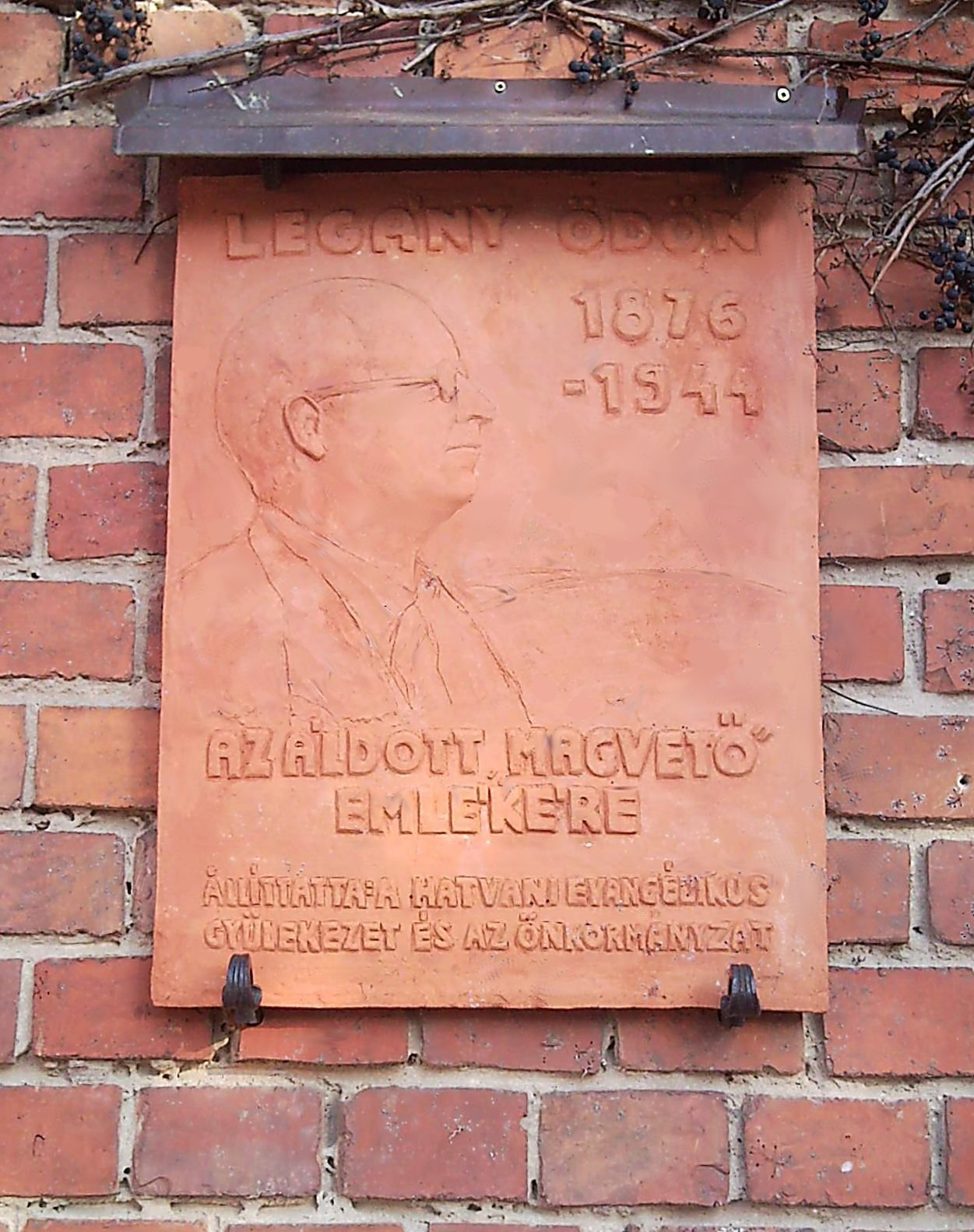
Legány Ödön, Úttörő utca 5.
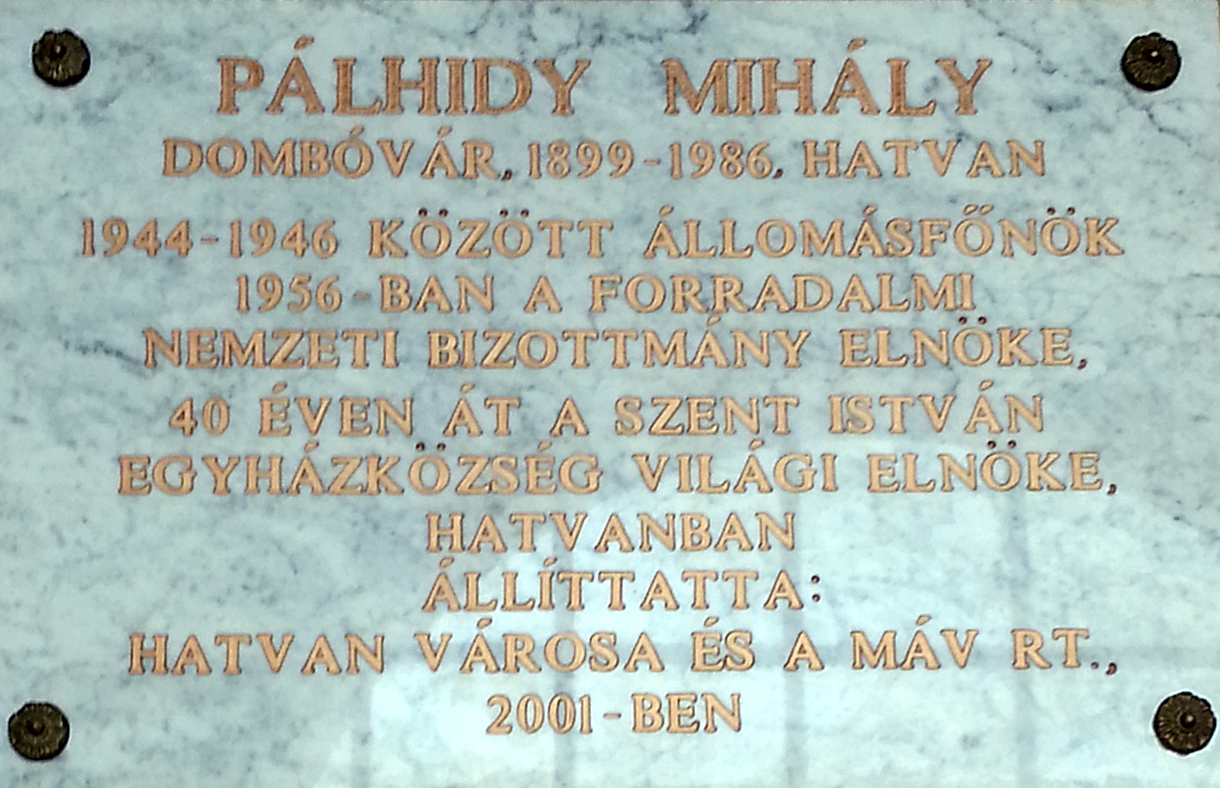
Pálhidy Mihály Boldogi út 2.
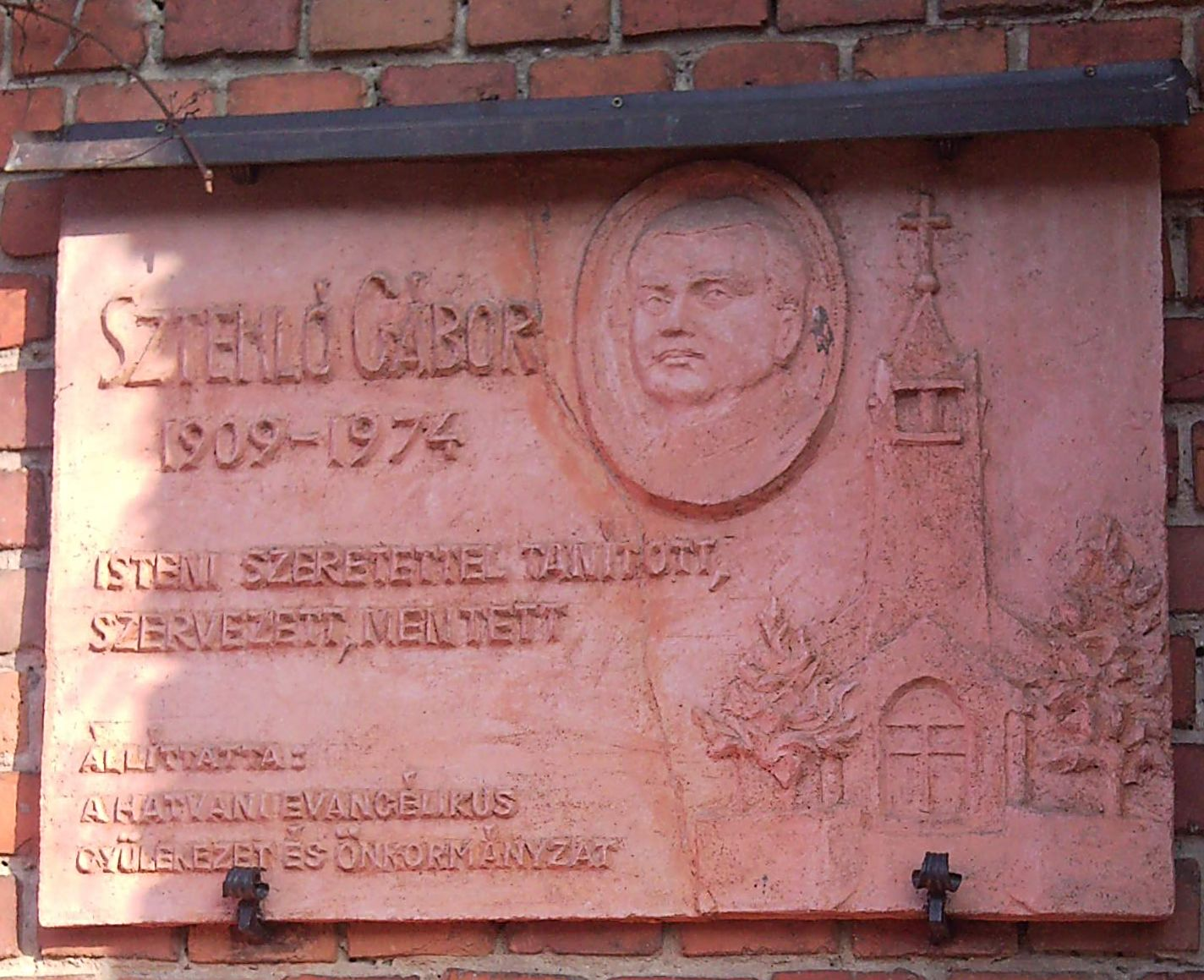
Sztehlo Gábor, Úttörő utca 5.

## Utcaindex
Boldogi út
(2. Vasútállomás) Hatvan - Szolnok vasútvonal átadása, Bombázás vasúti áldozatai, Internált vasutas családok, Pálhidy Mihály 

(? Autóbusz-állomás) 1848/49 hősei
Úttörő utca
(5.) Legány Ödön, Sztehlo Gábor
- A Wikimédia Commons tartalmaz Emléktáblák Hatvanban témájú kategóriát.